# Colliano
Colliano község (comune) Olaszország Campania régiójában, Salerno megyében.

## Fekvése
A Lucaniai-Appenninek egyik völgyében fekszik, Basilicata, Campania és Puglia határán. Határai: Buccino, Contursi Terme, Laviano, Muro Lucano, Oliveto Citra, Palomonte, San Gregorio Magno és Valva.

## Története
A települést területét már az ókorban lakták, erre utal számos feltárt római kori régészeti emlék. Nevét a római Collia nemzetségből származtatják. A középkorban a conzai nemesi birtok része volt. Várát 1140-ben építették a normannok. 1806-ig befolyásos nápolyi nemesi családok birtokolták (Gesualdo, Sanseverino). A 19. század elején, mikor a Nápolyi Királyságban felszámolták a feudalizmust, önálló községgé vált. 

## Népessége
A népesség számának alakulása:

## Főbb látnivalói
- Santi Pietro e Paolo-katedrális - a 12. században épült majd egy súlyos földrengés után 1760-ban újjáépítették
- San Martino-templom - a 15. században épült